# ماركوس شميت (نمساوي)
جوهانس شميت (بالألمانية: Markus Schmidt)‏ (12 أكتوبر 1977 بفينر نويشتات في النمسا - ) هو لاعب كرة قدم نمساوي في مركز الوسط. لعب مع نادي ماترسبرغ.

## وصلات خارجية
- جوهانس شميت على موقع قاعدة بيانات كرة القدم.إي يو (الإنجليزية)
- جوهانس شميت على موقع Soccerway.com (الإنجليزية)
- جوهانس شميت على موقع عالم كرة القدم.نت (الإنجليزية)